# 朱淇
朱淇（1858年—1931年），广东南海人。字季箴，原字箓生，室名听雪庐。晚清至抗战前著名报刊活动家。第一届世界报界大会副会长。

## 概述
晚清至抗战前著名报刊活动家。维新运动中投身报界，创办和主编《岭学报》和《岭海日报》；在青岛创办《胶州报》 ，是山东省出版最早的中文报纸，也是中国人在山东最早创办的中文报纸，打破外国在青岛报纸的垄断局面，开启近代山东民营报刊之路。后赴北京报界发展，创办《北京日报》并主持三十年，成为“北京报界不倒翁”。出任北京报界公会会长，注重对外交流，加入世界新闻记者公会，后出任第一届世界报界大会副会长。

### 早期生涯
朱淇是南海鸿儒朱次琦的侄子，朱次琦是近代著名的诗人和教育家，维新派领袖康有为是朱次琦的入室弟子。朱淇 “幼从受业，文学造诣自然极深”。1877年高中秀才后，放弃科举，专心经史。年轻时，朱淇先后结認康有为和孙中山，并追随孙中山加入兴中会。

### 逃亡
1895年，孙中山领导的兴中会筹划第一次广州起义，朱淇积极参加，受命起草讨满檄文。他在家起草时，被哥哥朱湘撞见。朱湘当时为清政府西关清平局书记，得知弟弟名列乱党籍中，担心连累家人，便派亲信以“朱淇”之名向官府高密，希望将功赎罪，这成为此次广州起义泄露和失败的原因之一。事后，朱淇被误以为是告密者受到攻击只好逃亡上海，避祸半年，重返广州。

### 报界生涯
维新运动风气云涌之际，朱淇投身报界，参与创办《岭学报》，并成为该报主笔。该报又名《岭学旬报》，于1898年2月10日创刊。《岭学报》是一份专业的学术刊物，内容分国政，邦交，文教，武备，史学，民事六门及谕旨，奏疏，西文译编等，体例大致仿《湘学报》，除自撰论说外，大量译载英，德，日等国报刊文章，其中不少有关西政，西艺方面的译文。

### 交流合作
朱淇积极办报外，还致力于推动北京以及中外新闻界交流合作的运动。1911年9月，中国报界俱进会开第二次常会于北京，朱淇被推举为该会主席。1915年7月5日，第一届世界报界大会在美国旧金山召开成立大会，他当选为大会副会长。

### 晚年生活
晚年的朱淇闭门修道，不问政事，1931年11月15日病逝于北京，终年72岁。12月20日，北平新闻界同仁举办公祭，到会七十余人。报界祭文追述称其为开发民智，反清救国的毕生办报经历，称赞其“开北京言论界之先路”，“为报界耆宿”。

## 主要作品
- 《论山东筹款事》，1900年，义和团运动引致八国联军武力干涉。运动失败后，清廷不得不派李鸿章出面向八国联军求和。

- 1901年9月《辛丑条约》签订，清政府需向列强赔款4.5亿两白银。朱淇在《申报》上发文《论山东筹款事》一文，提出了解决之道在生财而不在敛财的观点。

- 《论议员之被捕》，1912年3月，袁世凯出任民国临时大总统，蓄意肆行专制，不仅视对国务员的同意权，弹劾权，总统选举权为虚设，对立宪国家的议决法律权，预决权及质问权，建议权等，亦皆视为牟髦。朱淇获悉新闻后，奋笔疾书社论《论议员之被捕》，谴责政府之卑劣行径，为议员伸张正义。